# 아라시야마
아라시야마(嵐山)는 일본 교토부 교토시의 지역이자 관광지이다. 국가사적 및 명승으로 지정되어 있다. 본래 지명으로는 니시쿄구 (가쓰라강 우안)를 말하며, 좌안은 우쿄구 사가노에 있지만, 주로 사가노 지구를 포함한 도게쓰 교 주변 전역을 아라시야마라고 칭한다. 아라시야마는 벚꽃과 단풍 명소이다. 일본 벚꽃 명소 100선 및 일본 단풍 명소 100선에 선정되어 있다. 교토 시내 서쪽에 위치하고 있으며, 헤이안 시대에 귀족의 별장이 모여있는 지역이였으며 이후 교토의 대표적인 관광지가 되었다. 아라시야마의 중심부를 흐르는 가쓰라강에 가설되어 있는 도게쓰 교는 아라시야마의 상징이다.

## 주요 관광지
사찰
- 덴류지
- 호린지
- 호고인
- 로쿠오인
- 조잣코지
- 세이료지
- 이손인
- 기오지
- 오다시노넨부쓰지
- 오타기넨부쓰지
- 다이카쿠지
- 마쓰노오타이샤

박물관
- 시구레덴
- 교토 아라시야마 오르골관

기타
- 아라시야마 대나무 숲

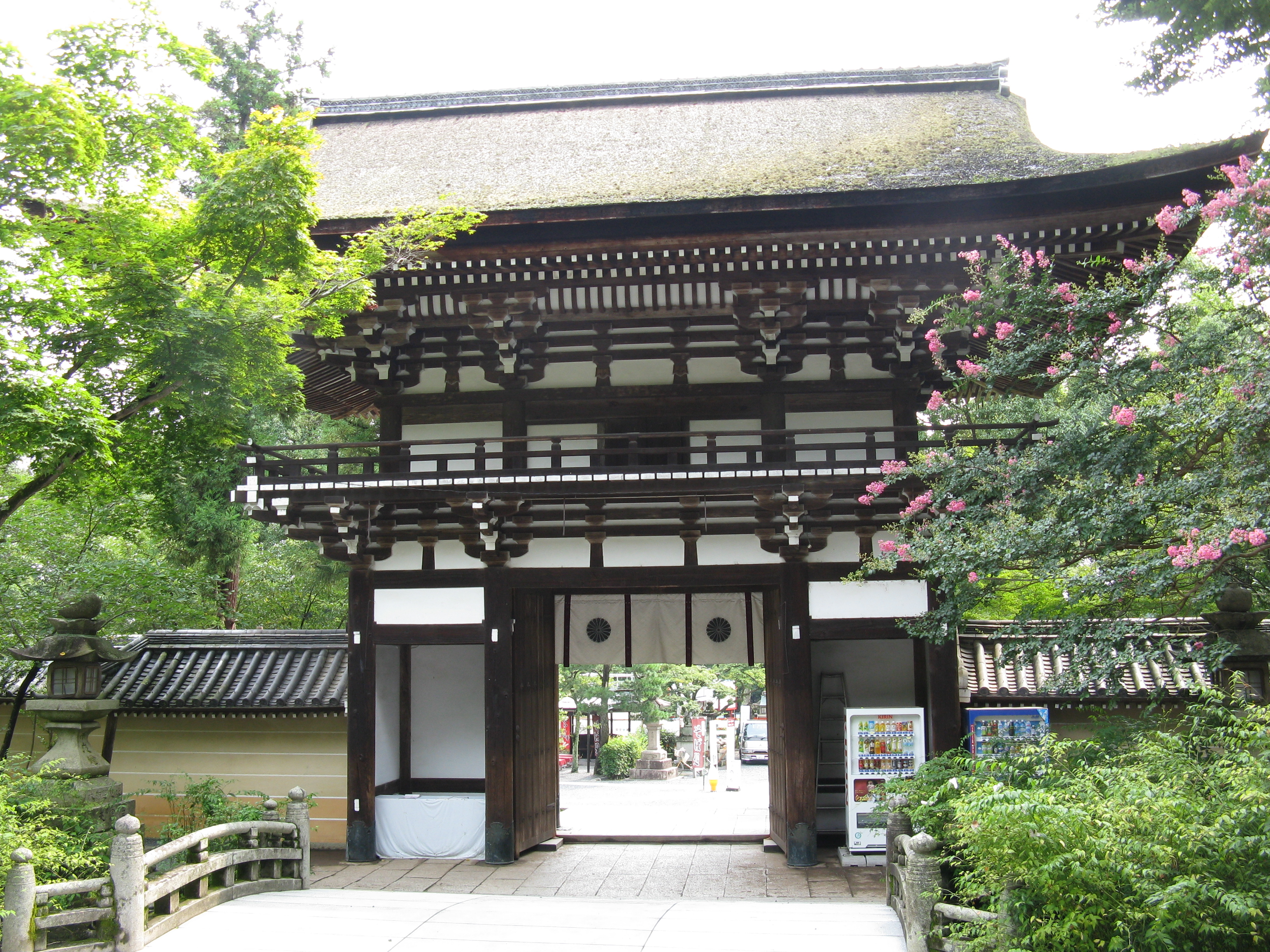
마쓰노오타이샤

- 도게쓰 교 : 아라시야마의 상징과 같은 다리로 가쓰라강을 가로지른다. 봄 벚꽃철이나 가을 단풍철에 관광객이 많다.
- 사가노 관광철도 사가노 관광선
- 오카치 산장
- 가메야마 공원
- 아라시야마 공원 (나카노시마)
- 아라시야마 몽키 파크

## 교통
아라시야마는 게이후쿠 전기 철도를 통해 교토시 중심부에서 접근이 가능하며, 한큐 아라시야마선을 통해 오사카 쪽에서도 접근이 가능하다. 또한, 사가아라시야마역을 통해 교토역 등 교토부 지역에서 접근이 가능하다.

## 사진

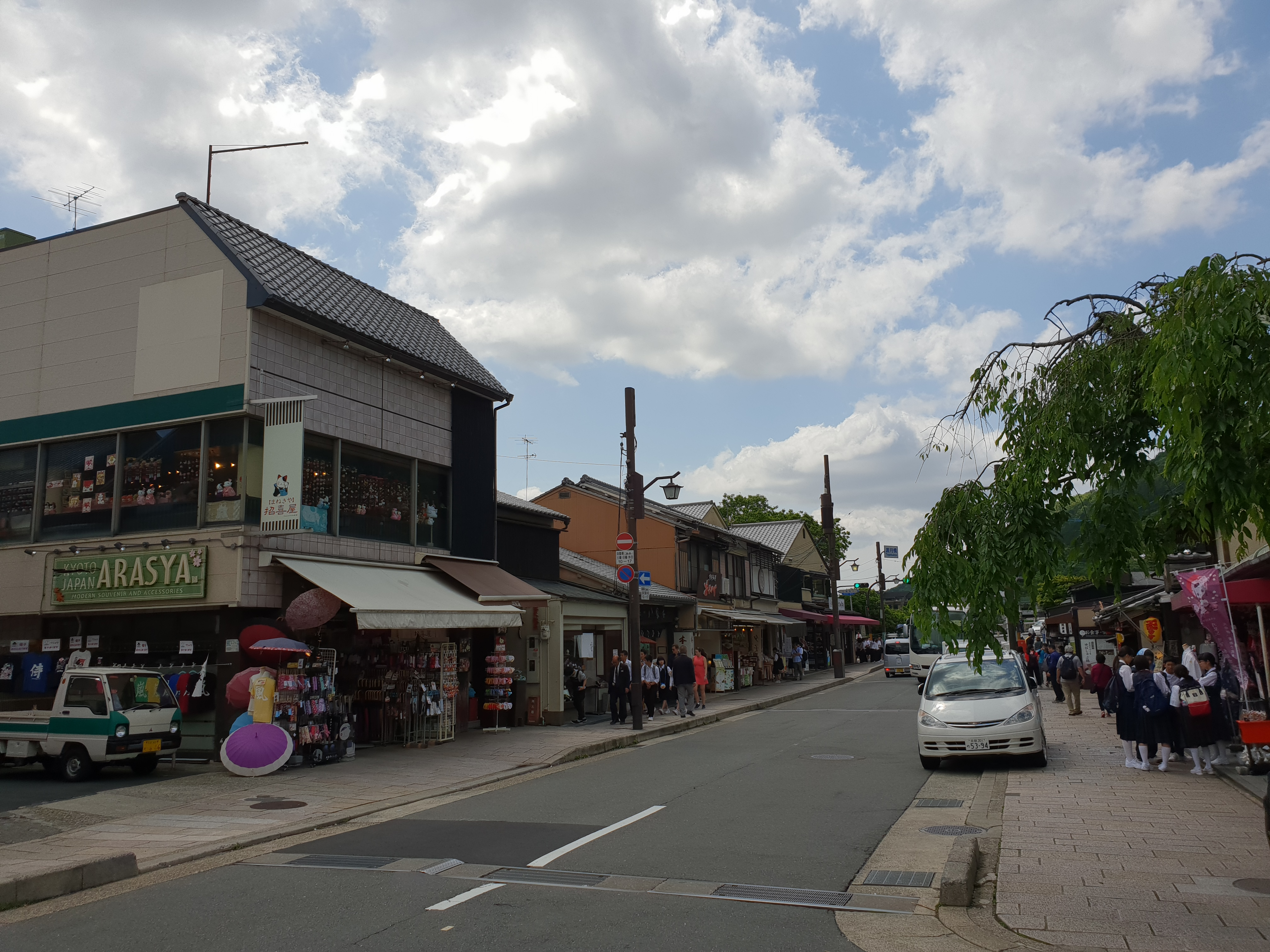
2018년 5월 아라시야마 거리 풍경